# Sidi Bakhti
Sidi Bakhti (în arabă سيدي بختي) este o comună din provincia Tiaret, Algeria.
Populația comunei este de 7.247 de locuitori (2008).